# Danielle Boyd
Danielle Boyd, född 30 maj 1990, är en kanadensisk seglare.
Boyd tävlade för Kanada vid olympiska sommarspelen 2016 i Rio de Janeiro, där hon tillsammans med Erin Rafuse slutade på 16:e plats i 49erFX.